# 善勝寺 (東近江市)
善勝寺（ぜんしょうじ）は、滋賀県東近江市にある曹洞宗の寺院。山号は繖山。本尊は十一面観音。

## 歴史
琵琶湖の東岸、標高433メートルの繖山（きぬがさやま）の北側に位置する。
寺伝によれば、聖徳太子創建の霊場で、良正上人の開基とされ、石窟の中に弥勒の霊像を得て、太子彫刻の観音とともに両本尊とし、釈善寺と号したのが始まりという。
坂上田村麻呂の東夷征伐の後、この地に来て寺を再興したときに、勝利に因んで「善く勝った」ことから善勝寺へと改めた。境内には田村麻呂が鈴鹿山の鬼の首を埋めたという鬼塚がある。
もとは天台寺院で、70余坊を擁する大伽藍であったが、織田信長の兵火を受け焼失する。その後、曹洞宗の寺院となる。
猪子山山頂の北向岩屋十一面観音は善勝寺の奥の院とされ、田村麻呂が鈴鹿の鬼賊大嶽丸を討伐の際に十一面観世音菩薩の石像を安置して祈願したと伝えられている。

## 札所
近江西国三十三箇所
19 観音正寺　--　20 善勝寺　--　21 長命寺